# Gymnotus paraguensis
Gymnotus paraguensis, denominada comúnmente morena o morena pintada, es una especie del género de peces de agua dulce Gymnotus, de la familia de los gimnótidos. Se distribuye en aguas cálidas y templado-cálidas del centro y centro-este de América del Sur.

## Taxonomía
Esta especie fue descrita originalmente en el año 2003 por los ictiólogos James S. Albert y William Gareth Richard Crampton.
Etimología
Gymnotus viene del griego, donde gymnos significa 'desnudo'. El término específico paraguensis hace referencia al río Paraguay.

## Características y costumbres
La larga aleta anal posee de 260 a 270 radios blandos. El patrón de coloración se compone de un tramado organizado regularmente integrado por bandas oscuras, con márgenes rectos de alto contraste, con de 4 a 7 bandas de pigmento oscuro invertidas en forma de "Y", o, a veces en forma de "X", o de manera discontinua, en el sector medio de la porción posterior del cuerpo.
Esta especie alcanza una longitud total de 24 cm. Este pez pertenece a un género que sufre grave presión de colecta con el objetivo de emplearlos como carnada para la pesca deportiva del dorado y el surubí.

## Distribución y hábitat
Este pez se distribuye en aguas cálidas y templado-cálidas del centro y centro-este de América del Sur, en la cuenca del Plata, con registros en el centro y sudeste del Brasil, Uruguay, el Paraguay y ríos limítrofes de la Argentina; seguramente también en el tramo del río Paraguay correspondiente a Bolivia.   